# Bernhard Strigel

Retrato do Imperador Maximiliano I, Coleção Particular

Bernhard Strigel (c. 1461 – Maio 4, 1528) foi um retratista e pintor histórico alemão da Escola da Suábia, o mais importante de uma família de artistas que viviam em Memmingen, onde nasceu.  Foi provavelmente aprendiz de Bartholomäus Zeitblom, em Ulm, e filho ou sobrinho do pintor gótico Hans Strigel, o Jovem ou do escultor Ivo Strigel. Em suas primeiras obras se manifestam influencias de artistas flamencos, como Dieric Bouts, e artistas como Martin Schongauer e Dürer.
Apoiou o Imperador Romano-Germânico Maximiliano I e realizou inúmeras viagens a seu serviço para Augsburg, Innsbruck e Viena. Foi também designado o retratista oficial da corte.
Suas pinturas religiosas são historicamente interessantes, mas de menor valor artístico que seus retratos, que, embora detalhados, são luminosos em cor.  Notáveis exemplos são os de Conrad Rehlinger, Lorde de Hainhofen (1517), na Antiga Pinacoteca, de Munique Councilor Cuspinian and Family (1520), no Museu de Berlin; Count John of Montfort, em Donaueschingen; An Unknown Lady, Metropolitan Museum of Art, em Nova York; e os retratos do Imperador Maximiliano I, em galerias de Estrasburgo, Munique e Viena.